# Île Hoste
Pour les articles homonymes, voir Hoste.
L'île Hoste (en espagnol : isla Hoste) est une île de l'océan Pacifique située au sud de la grande île de la Terre de Feu — dont elle est séparée par le canal Beagle — et à l'ouest de l'île Navarino, dont elle est séparée par le chenal Murray. L'île entière fait partie de la commune de Cabo de Hornos, laquelle appartient à la province de l'Antarctique chilien (région de Magallanes et de l'Antarctique chilien).
Nommée Usín par les Amérindiens Yamanas qui la peuplaient jusqu’au début du XXe siècle, elle fut rebaptisée par le capitaine du HMS Adventure Philip Parker King en 1830, lors de la première mission hydrographique avec le HMS Beagle, en hommage au capitaine anglais William Hoste (1780-1828) qui s'illustra lors de la bataille de Lissa (1811), en mer Adriatique au cours des guerres napoléoniennes.

## Géographie

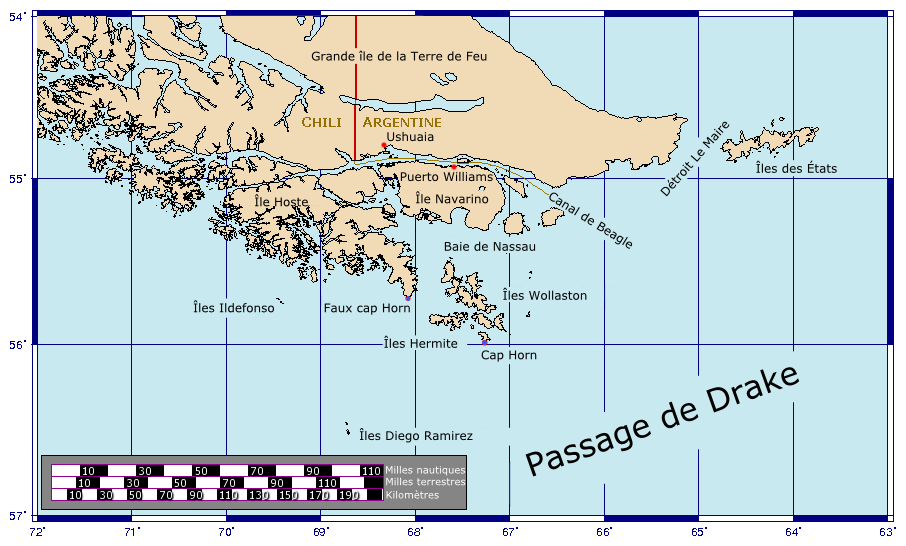
Cartographie des îles de la « Magellanie »

L’île Hoste est formée par la réunion de cinq presqu'îles ou péninsules séparées seulement par de nombreux isthmes et fjords étroits et bas. Ces cinq péninsules sont la péninsule Cloué dont les hauteurs sont recouvertes d’une véritable mer de glace, la péninsule Dumas, la péninsule Pasteur dont l’arête est le prolongement d’une chaîne de pics dentelés qui a reçu le nom d’Alpes fuégiennes, la péninsule Rous et la péninsule Hardy. Cette dernière comprend la baie Orange et se termine au sud par le « faux Cap Horn », point le plus méridional de l'île.
Situées dans les eaux de l'océan Pacifique, l’île Hoste est entourée par une véritable ceinture d’îles, d’îlots et de rochers sur lesquels la mer se brise avec fureur. À l’abri de cette barrière, un navire peut contourner toute l'ile sans être exposé à la grosse mer, en suivant le canal de la Romanche, le passage Talbot et le Christmas Sound. On trouve peu de ressources sur cette côte inhospitalière, que les puissantes lames de l'océan viennent heurter depuis des millénaires. Là, tout ce qui est directement exposé à l’action des vents du large présente un aspect uniformément sauvage et désolé : aucune trace de végétation ; partout les rochers nus et déserts, sans cesse balayés par la pluie et la neige.
L’immense quantité de vapeur d'eau recueillie par les vents d’ouest à la surface de l’océan Pacifique, est arrêtée par les sommets élevés de l’île Hoste, et s’y condense sous forme de neige. Cette neige ne fond jamais, car la limite pluie/neige n’est située qu'à 700 mètres d'altitude. Elle s’accumule sans cesse sur les hauteurs, s’entasse dans les gorges étroites des montagnes, et sous l’influence d’une énorme pression, se convertit en glaciers qui descendent le long de leurs flancs escarpés.
Hoste est une île montagneuse. Son point culminant se situe à 1 402 m d'altitude. En outre, l’île possède 409 km2 de glaciers sur les 17 369 km2 de superficie glaciaire que compte la Patagonie chilienne.
Toute la partie occidentale de l'île Hoste relève du parc national Alberto de Agostini.

## Histoire
À la fin du XIXe siècle, l'île est entièrement explorée et documentée par une expédition scientifique française embarquée à bord du navire La Romanche. Elle est ensuite en partie occupée par des concessions d'élevage octroyées par le gouvernement chilien mais qui n'ont pas de succès et sont abandonnées. Quelques familles yámanas y vivent jusqu'à la fin du XXe siècle et elle est aussi fréquentée par des pêcheurs et des aventuriers. Vers la fin des années 1970, dans un contexte de tension politique entre le Chili et l'Argentine lors du conflit du Beagle, elle est utilisée comme abri pour les navires de guerre chiliens, sans toutefois servir de base permanente.
À la fin du XXe siècle elle est à nouveau l'objet d'une mission scientifique conduite par l'ingénieur Jorge Milla. L'exploration a lieu à partir de Estero Fouque, dans le secteur occidental, à la péninsule Cloué, traverse le lac La Monneraye pour parvenir à la baie Gelée (Bahia Helada) dans l’Estero Ponsonby. Le groupe atteignit ensuite le site d’Año Nuevo, situé dans la partie australe de l'île.
Les études réalisées par cette mission ont montré que la couverture végétale est mince et fragile, ce qui fait que dans toute l'île le sol est saturé d'eau. La topographie en revanche se prête bien à l'exploration en kayak. Si à l'est la péninsule Cook est demeurée inexplorée, les parties Nord et Ouest ont été par moments habitées et explorées.

## Accès

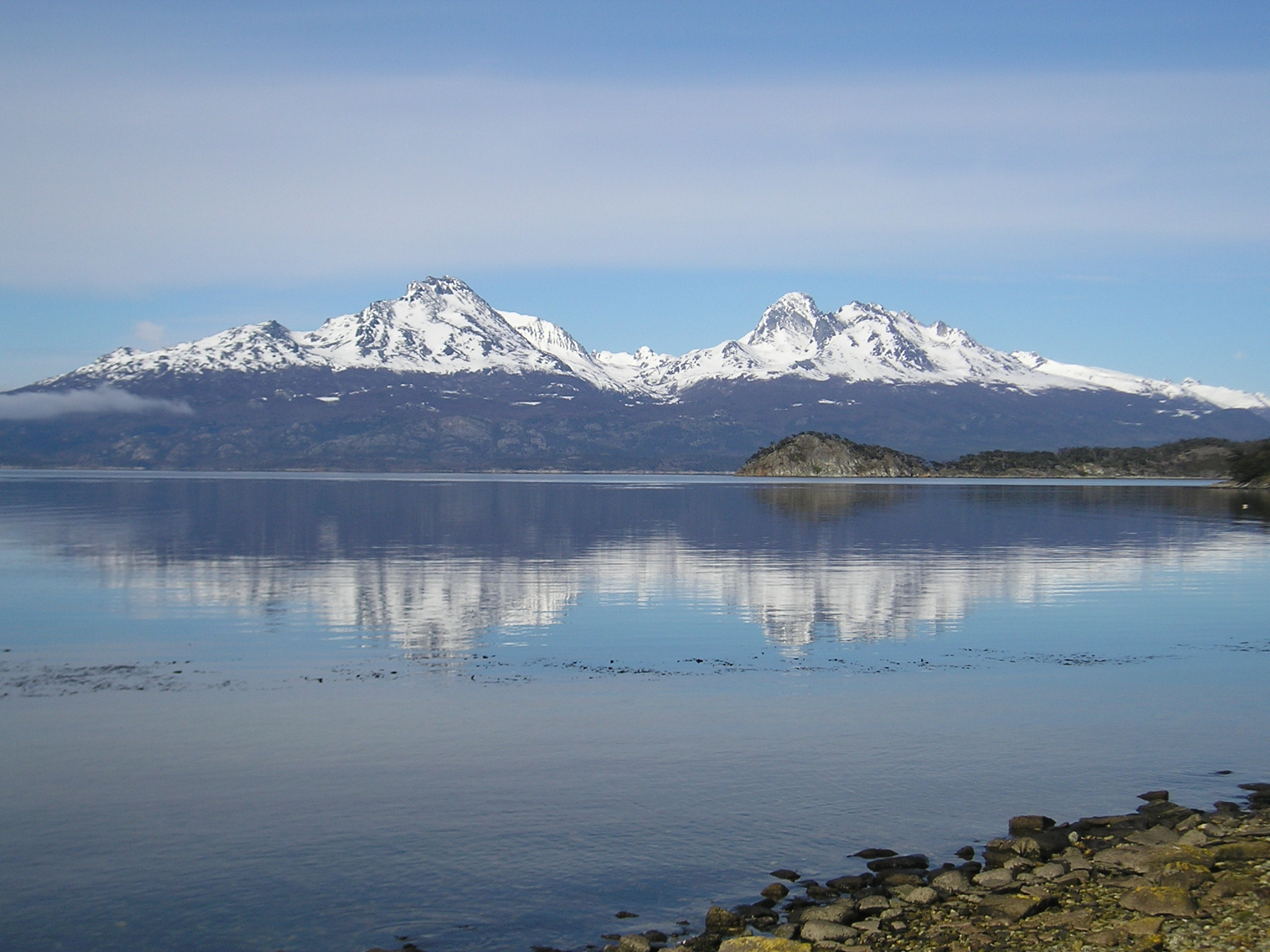
Vue du nord de l'île Hoste depuis le parc national Tierra del Fuego (Argentine), de l'autre côté du canal Beagle.

L'accès à l'île Hoste se fait exclusivement par mer. Le ferry effectuant la liaison entre Punta Arenas et Puerto Williams par le canal Beagle ne s'y arrête pas. Aussi, les voiliers sous pavillon étranger doivent obtenir l'accord des autorités officielles de Puerto Williams quant au choix d'un itinéraire. De nombreuses zones de la région leur sont interdites pour des raisons de sécurité liées à la navigation.

## Littérature
En 1891, Jules Verne situe sur cette île l'action d'un de ses derniers romans, Les Naufragés du « Jonathan » (« En Magellanie ») qui décrit la constitution d'une société humaine autonome. C'est de cette œuvre que s'inspirent alors Ariane Mnouchkine et le Théâtre du Soleil en 2010 pour créer Les Naufragés du Fol Espoir, une pièce dont une partie de l'action se déroule sur l'île Hoste.

## Faune et flore
Sur l'île poussent des ñires (Nothofagus antarctica), un arbre à feuilles caduques native de la forêt andine de Patagonie.